# Tong'an
Tong'an léase Tong-Án (en chino: 同安区, pinyin: Tóng'ān Qū) es una ciudad-distrito bajo la administración directa de la Ciudad subprovincial de Xiamen. Se ubica al sur de la provincia de Fujian, suroeste de la República Popular China. Su área es de 669 km² a 3 metros sobre el nivel del mar y su población es de 496m129 (2010).
El clima es apto para la agricultura, la silvicultura, la ganadería y la pesca.

## Administración
El condado Tong'an se divide en 2 subdistritos y 6 poblados:
- Subdistrito Datong.
- Subdistrito Xiang Ping.
- Poblado Hongtang.
- Poblado Wuxian.
- Poblado Dingxi.
- Poblado Xinming.
- Poblado Xike.
- Poblado Lianhua.

## Historia
Tong'an se hizo condado en el año 282 durante la dinastía Jin, pero su administración fue revocada poco después. Se le dio de nuevo "condado" en el año 933 bajo el gobierno de la dinastía Tang.
Antes de 1914, su jurisdicción cubría más área. En mayo de 1997, Tong'an perdió ciertas zonas y su condición se levantó de condado a distrito de Xiamen.
En septiembre de 2003, cinco localidades (Xindian, Xinyu, Maxiang, Neicuo y Dadeng) en el este y sureste del Distrito Tong'an luego se separaron para formar el nuevo Distrito Xiang'an.

## Clima
Debido a su posición geográfica, los patrones climáticos en la siguiente tabla son los mismos de Xiamen.
| Parámetros climáticos promedio de Tong'an   | Parámetros climáticos promedio de Tong'an | Parámetros climáticos promedio de Tong'an | Parámetros climáticos promedio de Tong'an | Parámetros climáticos promedio de Tong'an | Parámetros climáticos promedio de Tong'an | Parámetros climáticos promedio de Tong'an | Parámetros climáticos promedio de Tong'an | Parámetros climáticos promedio de Tong'an | Parámetros climáticos promedio de Tong'an | Parámetros climáticos promedio de Tong'an | Parámetros climáticos promedio de Tong'an | Parámetros climáticos promedio de Tong'an | Parámetros climáticos promedio de Tong'an |
| Mes                                         | Ene.                                      | Feb.                                      | Mar.                                      | Abr.                                      | May.                                      | Jun.                                      | Jul.                                      | Ago.                                      | Sep.                                      | Oct.                                      | Nov.                                      | Dic.                                      | Anual                                     |
| ------------------------------------------- | ----------------------------------------- | ----------------------------------------- | ----------------------------------------- | ----------------------------------------- | ----------------------------------------- | ----------------------------------------- | ----------------------------------------- | ----------------------------------------- | ----------------------------------------- | ----------------------------------------- | ----------------------------------------- | ----------------------------------------- | ----------------------------------------- |
| Temp. máx. media (°C)                       | 17.0                                      | 16.6                                      | 18.8                                      | 23.1                                      | 26.6                                      | 29.5                                      | 32.0                                      | 31.8                                      | 30.0                                      | 27.4                                      | 23.6                                      | 19.2                                      | 24.6                                      |
| Temp. mín. media (°C)                       | 9.7                                       | 9.8                                       | 11.8                                      | 15.9                                      | 19.9                                      | 23.3                                      | 25.0                                      | 24.8                                      | 23.3                                      | 20.3                                      | 16.2                                      | 11.7                                      | 17.6                                      |
| Lluvias (mm)                                | 34.2                                      | 99.4                                      | 125.2                                     | 157.0                                     | 161.8                                     | 187.2                                     | 138.4                                     | 209.0                                     | 141.4                                     | 36.2                                      | 31.1                                      | 28.2                                      | 1349.1                                    |
| Días de lluvias (≥ 0.1 mm)                  | 7.1                                       | 12.0                                      | 15.4                                      | 14.6                                      | 15.2                                      | 14.8                                      | 9.9                                       | 10.9                                      | 9.0                                       | 3.2                                       | 4.0                                       | 4.9                                       | 121.0                                     |
| Horas de sol                                | 133.3                                     | 88.3                                      | 89.6                                      | 105.6                                     | 132.6                                     | 163.8                                     | 234.6                                     | 211.6                                     | 178.9                                     | 188.4                                     | 163.0                                     | 163.5                                     | 1853.2                                    |
| Humedad relativa (%)                        | 75                                        | 80                                        | 83                                        | 82                                        | 84                                        | 86                                        | 82                                        | 82                                        | 78                                        | 71                                        | 70                                        | 70                                        | 78.6                                      |
| Fuente: China Meteorological Administration |                                           |                                           |                                           |                                           |                                           |                                           |                                           |                                           |                                           |                                           |                                           |                                           |                                           |

## Economía
Tong'an tiene un suave clima subtropical. Este es muy adecuado para la producción de cultivos y plantas. Está cubierta de los recursos naturales como el granito, caolín tierra, agua mineral y aguas termales. Se está convirtiendo en una creciente base comercial. Los principales productos agrícolas del distrito son las gambas, los cacahuetes,cerdos, frutas, verduras, té y hierbas.